# Radulec
Radulec is een plaats in de gemeente Dubrava in de Kroatische provincie Zagreb. De plaats telt 132 inwoners (2001).